# 須藤寛子
須藤 寛子（すとう ひろこ、1976年2月6日 -  ）は、日本のタレント。2000年代前半、レースクイーンやイベントコンパニオンとして活動していた。
国内A級ライセンスを所持しており、レーサーとして自動車競技への参加歴もある。

## 経歴
- 2001年- 映画「Rodeo Drive（ロデオドライブ）」　910（ナインテン）レーシングギャルズ
- 「ジャンクションプロデュース」　イベントコンパニオン

## 出演

### テレビ
- 「トゥナイト2」 （テレビ朝日、2002年）
- ドラマ「ロング・ラブレター〜漂流教室〜」 （フジテレビ、2002年）
- ドラマ「ランチの女王」 （フジテレビ、2002年）
- 給与明細（テレビ東京、2003年）

### 映画
- 未来ポリスレディ（2003年）

### 写真集
- 「性(さが)―須藤寛子写真集」（バウハウス、2002年）

### DVD
- 「本能」（コムアライアンス、2003年）

### ビデオ
- 「ベストモータリング」（2003年1月号で出演していたことがある

## 作品

### 音楽CD
- シングル「INTO YOU」　（日本クラウン、1997年）
- シングル「BELIEVE」　（日本クラウン、1998年）